# Zapovednik Dalnevostotsjny morskoj
Zeereservaat Dalnevostotsjny (Russisch: Дальневосточный государственный морской биосферный заповедник; Nederlands: "Staatszeebiosfeerreservaat van het Verre Oosten") is een zapovednik of strikt natuurreservaat (IUCN-cat. Ia) in de Baai van Peter de Grote, in het uiterste zuiden van het Russische Verre Oosten. De oprichting tot zapovednik vond plaats op 24 maart 1978 per decreet van de Raad van Ministers van de Russische SFSR en heeft een totale oppervlakte van 643,163 km². Hiervan ligt 630 km² in de Japanse Zee. Op 15 september 2003 werd het gebied toegevoegd aan de lijst met biosfeerreservaten onder het Mens- en Biosfeerprogramma (MAB) van UNESCO.

## Kenmerken
Zeereservaat Dalnevostotsjny omvat drie clusters in de Baai van Peter de Grote, twaalf kleine eilanden van in totaal 11 km² en een gedeelte van de kuststrook op het vasteland van kraj Primorje in het Russische Verre Oosten. De eilanden binnen Zeereservaat Dalnevostotsjny liggen in de Rimski-Korsakovarchipel, waarvan de Bolsjoj Pelis, Matvejeva, De-Livrona, Gildebrandta, Stenina, Doernovo en Foeroegelma de belangrijkste zijn. Het is het enige reservaat in Rusland die de titel "zee" er in draagt.
Het doel van oprichting was een betere bescherming te bieden aan de zee- en eilandflora en -fauna aldaar en het verrichten van wetenschappelijk onderzoek, alsmede het verstrekken van informatie over de bescherming van zeenatuur. Zeereservaat Dalnevostotsjny heeft een totale oppervlakte van 643,163 km² verdeeld over vier secties: oost (459 km²), zuid (152 km²), noord (2,163 km²), west (30 km²). Op het land is een bufferzone van 500 meter ingesteld en rondom het zeegebied een bufferzone van 3 mijl.

## Flora
In de bovenste laag van het water leeft veel fytoplankton, de belangrijkste leverancier van organische massa in de baai. Op de eilanden zijn maar liefst 860 vaatplanten vastgesteld. Aan de kusten groeien planten die typisch zijn voor dit gebied, zoals Carex kobomugi, Poa vorobievii, Rhododendron schlippenbachii, Allium caesium, Glehnia littoralis en Plantago camtschatica.
De hellingen en vlakke toppen van de eilanden zijn bedekt met loofbossen met als belangrijkste soorten de amoerlinde (Tilia amurensis), esdoorns (e.g. Acer mono, Acer tegmentosum en Acer pseudosieboldianum), ijzerberk (Betula schmidtii), Japanse keizereik (Quercus dentata) en Mongoolse eik (Quercus mongolica). Ook komen er naaldbomen voor als Japanse venijnboom (Taxus cuspidata), Mantsjoerijse zilverspar (Abies holophylla) en Japanse rode den (Pinus densiflora). De laatstgenoemde is van bijzondere esthetische waarde voor de eilanden. Op de eilanden woekeren ook de mini-kiwi (Actinidia arguta) en meerdere soorten uit de wijnstokfamilie, waaronder Parthenocissus tricuspidata en Vitis amurensis.

## Fauna
Binnen de gewervelde dieren zijn er ca. 200 soorten vissen, vijf reptielen, 390 vogels en 35 zoogdieren vastgesteld.

### Gewervelde dieren
Zeevogels zijn in het gebied goed vertegenwoordig, met alleen al op het eiland Foeroegelma meer dan 40.000 nestelende individuen. Hier bevinden zich de grootste kolonies Japanse aalscholvers (Phalacrocorax capillatus) en Japanse meeuwen (Larus crassirostris). Andere soorten die er leven zijn de pelagische aalscholver (Phalacrocorax pelagicus), brilzeekoet (Cepphus carbo), neushoornalk (Cerorhinca monocerata), zilveralk (Synthliboramphus antiquus), zeekoet (Uria aalge), kamtsjatkameeuw (Larus schistisagus), visdief (Sterna hirundo). Zeldzame vogelsoorten zijn de Chinese zilverreiger (Egretta eulophotes) en op het eiland Foeroegelma broedt de bedreigde kleine lepelaar (Platalea minor), de enige broedpopulatie van de soort in Rusland.
Interessante zoogdieren in Zeereservaat Dalnevostotsjny zijn bijvoorbeeld de wasbeerhond (Nyctereutes procyonoides) en Siberische wezel (Mustela sibirica). Ook bevindt zich hier de meest zuidelijkste kolonie larghazeehonden (Phoca largha) ter wereld. Zeereservaat Dalnevostotsjny biedt ook leefruimte aan vele vissoorten, waaronder de Pacifische blauwvintonijn (Thunnus orientalis), doornhaai (Squalus acanthias) en de nieuwsgierige Chirolophis japonicus. Overigens is naast de algemeen voorkomende slangen, ook de zeldzame halfbandzeeslang (Laticauda semifasciata) een enkele keer aangetroffen, een giftige zeeslang die voorkomt in tropische wateren.

### Ongewervelde dieren
Er komen ruim 450 soorten kreeftachtigen, 200 weekdieren en 30 stekelhuidigen voor in Zeereservaat Dalnevostotsjny. Een van de meest opvallende weekdieren is de reuzenkraak (Enteroctopus dolfeini), een grote octopussoort, alsmede Apostichopus japonicus, een veelvoorkomende zeekomkommer. Onder de stekelhuidigen bevindt zich Evasterias retifera, een zeester met een lengte tot 50 cm die op diepten van 10 meter of lager voorkomt, alsmede drie soorten zee-egels zoals Echinarachnius parma, een grote zanddollarsoort. Een opvallende kreeftachtige is de rode koningskrab (Paralithodes camtschaticus)

## Verstoring
Voor ecotoeristen en georganiseerde reizen zijn er twee kleine gebiedjes opengesteld op het eiland Popova in het noordelijke stuk. Het gebied heeft echter te kampen met stropers en ongeorganiseerde toeristische reizen, die een gevaar vormen voor de natuur in het gebied. Ook verklaarde medewerker Andrej Goesjtsjin van het reservaat bij het 30-jarig bestaan in 2008 dat toeristen soms de larghazeehonden verstoren, waardoor deze in het water vluchten en daarbij hun jongen daarbij ook de zee in drijven.